# Montañas del Pacífico
Las montañas del Pacífico son la subdivisión más meridional de las montañas Costeras de la Cadena costera del Pacífico. Ubicadas íntegramente en Columbia Británica, Canadá, discurren hacia el noroeste desde los tramos inferiores del río Fraser hasta Bella Coola y Burke Channel, al norte de las cuales se encuentran las cordilleras Kitimat. Las montañas de la costa se encuentran entre la Meseta Interior y la Costa de la Columbia Británica.
Las montañas del Pacífico incluyen cuatro de los cinco principales casquetes polares costeros en las Montañas Costeras del sur. Son los casquetes polares de latitud templada más grandes del mundo y alimentan varios ríos muy importantes (por caudal, no por longitud). En uno de estos casquetes se encuentra el Monte Waddington, la cumbre más alta  de Columbia Británica. También dentro de esta región se encuentran las Cataratas Hunlen, unas de las más altas de Canadá, ubicadas en el parque provincial Tweedsmuir South.
Además de la tala y varios desarrollos hidroeléctricos, y una gran estación de esquí en Whistler, la mayor parte de la tierra la cadena está completamente subdesarrollada. Históricamente, en la parte sur de la cordillera, la minería fue importante en varios períodos en las áreas de Lillooet, Bridge River y Squamish, y existen grandes fábricas de pasta y papel en Powell River, Port Mellon y Woodfibre. El mayor desarrollo hidroeléctrico en las Montañas del Pacífico es el Proyecto de Energía de Bridge River.

## Geología

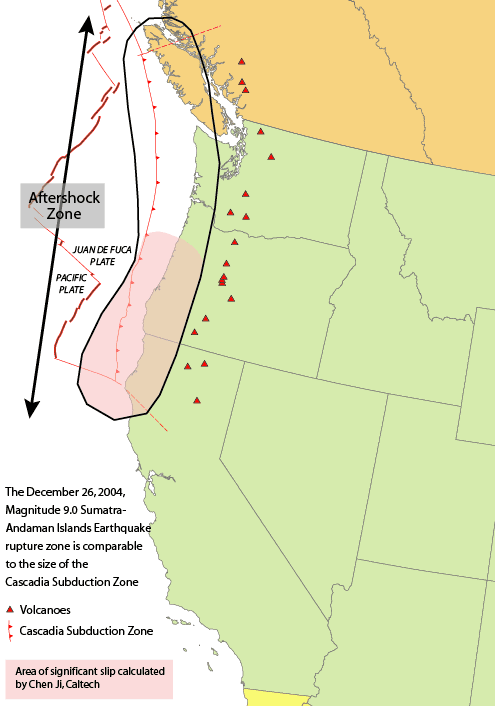
Zona de subducción de Cascadia, incluido el Arco Volcánico de Cascadia (triángulos rojos)

Las Montañas del Pacífico son parte de la porción sur del Complejo Plutónico de la Costa y se han caracterizado por tasas de levantamiento rápidas en los últimos 4 millones de años, lo que ha llevado a tasas relativamente altas de erosión.
El Cinturón Volcánico Garibaldi se encuentra dentro de las Montañas del Pacífico. Es un cinturón volcánico formado por la subducción de la Placa de Juan de Fuca (un resto de la Placa de Farallón mucho más grande) bajo la Placa de América del Norte a lo largo de la zona de subducción de Cascadia. El cinturón es la extensión norte del Arco Volcánico Cascadia en los Estados Unidos (que incluye los volcanes Monte Santa Helena y Monte Baker) y contiene los volcanes jóvenes más explosivos de Canadá. Los estilos de erupción en el cinturón van desde efusivos a explosivos, compuestos de basalto a riolita. Morfológicamente, los centros incluyen calderas, conos de ceniza, estratovolcanes y pequeñas masas de lava aisladas. Debido a las repetidas glaciaciones continentales y alpinas, muchos de los depósitos volcánicos en el cinturón reflejan complejas interacciones entre la composición del magma, la topografía y las cambiantes configuraciones de hielo. La última erupción catastrófica más importante en el Cinturón Volcánico Garibaldi fue la del macizo del Monte Meagro 2,350 BP, que es la erupción catastrófica más reciente de Canadá.
El Cinturón Volcánico Garibaldi contiene 2 campos volcánicos adicionales, el volcán Franklin Glacier y la Caldera Silverthrone, que se encuentran a 140 y 190 km al noroeste del cinturón volcánico principal.
La zona de subducción de Cascadia es una falla de 680 millas (1.094 km) de largo, que corre a 50 millas (80 km) de la costa oeste del noroeste del Pacífico desde el norte de California hasta la isla de Vancouver. Las placas se mueven a una velocidad relativa de más de 0,4 pulgadas (10 mm) por año en un ángulo algo oblicuo a la zona de subducción.
A diferencia de la mayoría de las zonas de subducción en todo el mundo, no hay una fosa oceánica presente a lo largo del margen continental en Cascadia. En cambio, los terranes y el prisma de acreción se han elevado para formar una serie de cordilleras costeras y montañas exóticas. Una alta tasa de sedimentación de la salida de los tres principales ríos (río Fraser, río Columbia y río Klamath) que cruzan la Cordillera Cascadia contribuye a oscurecer aún más la presencia de una fosa. Sin embargo, al igual que la mayoría de las otras zonas de subducción, el margen exterior se comprime lentamente, similar a un resorte gigante. Cuando la energía almacenada se libera repentinamente por deslizamiento a través de la falla a intervalos irregulares, la zona de subducción de Cascadia puede crear terremotos muy grandes, como el terremoto de Cascadia de 1700.

## Subcordilleras importantes
- Cordillera Niut
- Cordillera Pantheon
- Cordillera Waddington
- Cordillera Whitemantle
- Cordilleras Chilcotin
  - Cordillera Shulaps
  - Cordillera Dickson 
  - Cordillera Camelsfoot
- Cordillera Bendor
- Cordilleras Lillooet
  - Cordillera Cayoosh 
  - Cordillera Cantilever
- Cordillera Douglas
- Cordillera Garibaldi
- Montañas de la Orilla del norte (Cordilleras del Frente)
- Cordillera Tantalus
- Cordillera Clendinning
  - la cordillera Camelsfoot que corre hacia el norte a lo largo de la orilla oeste del Fraser desde Lillooet se considera a veces como parte de las cordilleras Chilcotin, pero en otras clasificaciones es parte de la Meseta Interior

Muchas cordilleras y subcordilleras más pequeñas no están listadas actualmente.

## Principales campos de hielo
(Además de la cadena Waddington, estas también se consideran "cordilleras", pero se enumeran aquí por separado debido a su carácter único).
- Campo de hielo Monarca
- Campos de hielo Ha-Iltzuk (Silverthrone Glaciar)
- Cordillera Waddington
- Campos de hielo Homathko
- Campo de hielo Lillooet (Lillooet Corona)
- Campo  de hielo Pemberton

## Cumbres importantes
- Monte Waddington
- Montaña Monarca
- Monte Tiedemann
- Monte Munday
- Monte Reina Bess
- Monte Good Hope
- Monte Raleigh
- Montaña Monmouth
- Monte Tatlow
- Montaña Taseko
- Monte Silverthrone
- Monte Meager
- Monte Cayley
- Monte Garibaldi
- Montaña Wedge

## Parques provinciales
- Parque provincial Garibaldi
- Parque provincial Golden Ears
- Parque provincial Ciprés
- Parque provincial Monte Seymour
- Parque provincial Sasquatch
- Parque del Patrimonio  Stein Valle Nlaka'pamux
- Parque provincial Riachuelo Grande
- Área protegida lago Spruce
- Parque provincial Ts'il?os
- Parque provincial del norte y Área Protegida Tweedsmuir
- Parque provincial del sur Tweedsmuir

Algunas Áreas Protegidas, áreas de recreo y otras Áreas de preservación del parque no están listadas.

## Ríos importantes
- Río Fraser
- Río Chilcotin
- Río del Puente
- Río Lillooet
- Río Squamish
- Río Homathko
- Río Klinaklini
- Río Bella Coola

Muchos ríos relativamente desconocidos de considerable tamaño a lo largo de la vertiente costera de la cordillera no están listados, en parte porque son en gran medida desconocidos y también de muy difícil acceso. Para obtener una lista completa de los ríos en las cordilleras del Pacífico, consulte la Lista de ríos de las montañas del Pacífico